# Juego Icosian

La solución del juego que expone la línea roja que va pasando por cada vértice de un dodecaedro formando un ciclo de Hamilton.

El desafío conocido como icosian game es un juego matemático desarrollado en 1857 por William Rowan Hamilton. 
El objetivo del juego es dar con el recorrido de Hamilton por las aristas de un dodecaedro para visitar una y sólo una vez cada vértice y que el de llegada coincida con el de partida.
Este desafío se comercializó como un tablero con agujeros en cada nodo del grafo del dodecaedro y luego, fue distribuido en Europa en diversos formatos.

## Simetrías y Recorridos
El propósito de Hamilton era encarar el problema de simetrías de un icosaedro, para el que inventó los icosianos —un recurso algebraico para computar las simetrías. 
La solución del acertijo es un ciclo que contiene veinte (en Griego antiguo icosa) aristas. Por ejemplo, el circuito de Hamilton en el dodecaedro.

La solución del juego que va mostrando, animadamente, la evolución del recorrido que la resuelve, vértice a vértice como plantea uno de los problemas.